# Statificirani uzorak
Statificirani uzorak vrsta je slučajnog uzorka koji unutar uzorka odražava točno postotak pojedinih slojeva (stratuma) populacije. Ako je slučajni uzorak velik on se obično stratificira sam od sebe i nije ga potrebno namjerno stratificirati. Stratificirani uzorak može predstavljati i izvor određenih teškoća. Kako je svaka skupina u uzorku zastupljena u drugoj veličini pojedine statističke vrijednosti (npr. aritmetička sredina) imaju veću težinu kod većih skupina, pa se o tome mora voditi računa ako se zanimamo za neku ponderiranu aritmetičku sredinu, ali bez obzira na veličinu podskupina.